# Белла Торн
Аннабе́лла (Бе́лла) Е́йвері Торн (англ. Annabella 'Bella' Avery Thorne; нар. 8 жовтня 1997, Пемброк-Пайнс) — американська акторка, співачка і модель.

## Біографія
Народилася 8 жовтня 1997 у Флориді в сім'ї фотографки Тамари Торн (англ. Tamara Thorne; до шлюбу Беккет, англ. Beckett) та Рея Торна (англ. Delancey Reinaldo "Rey" Thorne). Також у Белли є дві старші сестри (Дані і Кайлі) і старший брат Ремі. У віці 6 тижнів Белла знялася для каталогу Parents Magazine (журнал для батьків), з чого і почалася її кар'єра моделі. Через кілька років Белла почала зніматися у фільмах і серіалах (на 2018 рік — близько 80 ролей). Нещодавно вона переїхала в Каліфорнію і почала здійснення своєї мрії про знімальну кар'єру.
Торн знялася в повнометражному фільмі «Застряг у тобі» (2003) як фанатка на бічній лінії ігрового поля при грі в американський футбол. Белла Торн також є в фільмах «Завершуючи гру» (англ. Finishing the Game: The Search for a New Bruce Lee, 2007) і «Незабудка» (2009).
Також у неї було два виступи (2006 р.) в пародійному телешоу «Джиммі Кіммел наживо!». Крім того, вона знялася в епізоді «I Wanna Be Sedated» телесеріалу «Антураж», в епізоді серіалу «Самотні серця» в ролі юної Тейлор Таунсенд, в п'яти епізодах телесеріалу «Брудні мокрі гроші» і в епізоді телесеріалу «October Road». Белла Торн також стала виконавицею ролі Сісі Джонс в серіалі «Потанцюймо».
Торн — зірка телереклами DLP. Рекламний слоган, використовуваний в оголошеннях, звучить як «це — дивно; це — дзеркала».
Також вона з'явилася в низці друкованих та журнальних оголошень. Деякі рекламують Барбі, дитяче взуття марки «ALDO K!DS», товари під маркою «JLO від Jennifer Lopez», Lasenza Girl, бренди Tommy Hilfiger, Ральфа Лорена, «Guess?» і Target Corporation. Її голос використовувався для адаптації відеогри «Мураха Баллі».
В даний час вона є спонсоркою дитини Lydia Kanini Kiio в Кібвезі, Кенія, а також організації, що називається Nomad, яка допомагає в наданні освіти, харчування та медичного приладдя для знедолених дітей в Африці. Її старший брат Ремі (нар. 22 грудня 1995) і старші сестри Кайлі (нар. 19 лютого 1992) і Дені (нар. В 1993 р) також займаються бізнесом.
Торн також з'являлася з Тейлором Лотнером і Крістіаном Слейтером в телешоу «Мій особистий ворог», зігравши там Руті Спайві.
У 2012 році Белла знялася у фільмі каналу Disney «Закляті друзі», а в 2014 році — в комедії «Змішані».
16 травня 2014 відбулася прем'єра синглу «Call it Whatever», а 29 травня вийшов кліп на цю пісню. Пісня пізніше увійшла в її дебютний міні-альбом  Jersey .

## Особисте життя

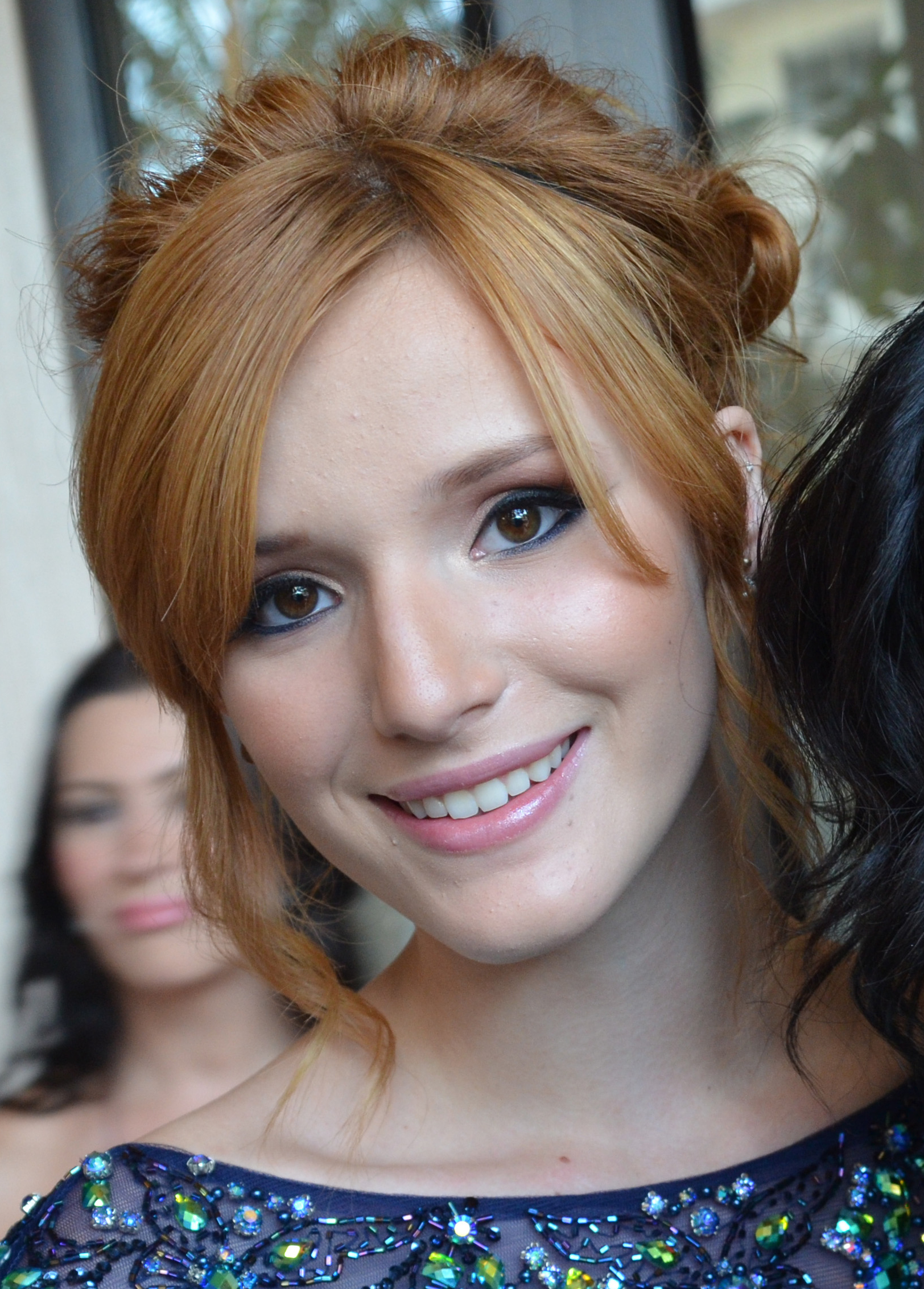
Белла Торн, 2012

У серпні 2016 року Торн публічно визнала свою бісексуальність.
У жовтні 2016 року Белла зустрічалася з Тайлером Поузі, відомим за головною роллю Скотта Маккола в серіалі «Вовченя». У 2017 пара розійшлася.

## Фільмографія
| Рік       |    | Українська назва                                               | Оригінальна назва                                                             | Роль                                                      |
| --------- | -- | -------------------------------------------------------------- | ----------------------------------------------------------------------------- | --------------------------------------------------------- |
| 2023      | ф  |                                                                | Rumble Through the Dark                                                       | Аннет                                                     |
| 2023      | ф  | Божественність                                                 | Divinity                                                                      | Клер Стендіш                                              |
| 2022      | ф  | Божественність                                                 | Game of Love / Time Is Up 2                                                   | Вів'єн                                                    |
| 2022      | с  | Американські історії жахів                                     | American Horror Stories                                                       | Марсі, 1 епізод                                           |
| 2022      | ф  |                                                                | Measure of Revenge                                                            | Тез                                                       |
| 2021      | ф  | Після пробудження                                              | Time Is Up                                                                    | Вів'єн                                                    |
| 2021      | ф  | Звичка                                                         | Habit                                                                         | Медс                                                      |
| 2021      | ф  | Маскарад                                                       | Masquerade                                                                    | Роуз                                                      |
| 2021      | с  |                                                                | Paradise City                                                                 | Лілі Мейфлавер                                            |
| 2020      | ф  | Дівчачий махач                                                 | Chick Fight                                                                   | Олівія                                                    |
| 2019      | с  | Райське місто                                                  | Paradise City                                                                 | Лілі Мейфлавер (Lily Mayflower), головна роль             |
| 2019      | ф  | Живим не залишайте нікого                                      | Leave Not One Alive                                                           | Тез (Taz)                                                 |
| 2019      | с  | Казки                                                          | Tales                                                                         | Жанель (Janelle), 1 епізод                                |
| 2018      | ф  | Я все ще бачу тебе                                             | I Still See You                                                               | Вероніка Кальдер (Veronica Calder)                        |
| 2018      | тф | Конрад і Мішель: Якщо слово може вбити                         | Conrad & Michelle: If Words Could Kill                                        | Мішель Картер (Michelle Carter)                           |
| 2018      | ф  | Поїздка                                                        | Ride                                                                          | Джессіка (Jessica)                                        |
| 2018      | кф |                                                                | Bhad Bhabie feat. Ty Dolla $ign: Trust Me                                     | Decoy / Friend                                            |
| 2017—2018 | с  | Закохана знаменитість                                          | Famous in Love                                                                | Пейдж Таунсен (Paige Townsen), 20 епізодів                |
| 2018      | ф  | Опівнічне сонце                                                | Midnight Sun                                                                  | Кейті Прайс (Katie Price)                                 |
| 2018      | ф  | Нація убивць                                                   | Assassination Nation                                                          | Рейган (Reagan)                                           |
| 2017      | кф |                                                                | Mod Sun: Address on the Internet                                              | дівчина на вечірці                                        |
| 2017      | в  |                                                                | Liam Payne: Bedroom Floor                                                     | Girlfriend / Ex                                           |
| 2017      | кф |                                                                | Logan Paul: Outta My Hair                                                     |                                                           |
| 2017      | ф  | Нянька                                                         | The Babysitter                                                                | Еллісон (Allison)                                         |
| 2017      | ф  | Жах Амітівілля: Пробудження                                    | Amityville: The Awakening                                                     | Белль (Belle)                                             |
| 2017      | ф  | На одній хвилі                                                 | You Get Me                                                                    | Голлі Віола (Holly Viola)                                 |
| 2017      | ф  | Пильнуй!                                                       | Keep Watching                                                                 | Джеймі (Jamie)                                            |
| 2016      | ф  |                                                                | Boo! A Madea Halloween                                                        | Rain                                                      |
| 2016      | мф | Рейтчет и Кленк                                                | Ratchet & Clank                                                               | Голос Кори (Cora)                                         |
| 2016      | вг |                                                                | Ratchet & Clank                                                               | Голос Кори (Cora)                                         |
| 2016      | ф  | Друзі до смерті                                                | Shovel Buddies                                                                | Кейт (Kate)                                               |
| 2016      | вг |                                                                | Marvel Avengers Academy                                                       | Greer Grant / Tigra (голос)                               |
| 2016      | мф | Брати-охоронці (букв. «Маленькі боги дверей»)                  | кит. 小門神, пін. xiǎo ménshén («сяо меньшень»), англ. The Guardian Brothers  | Raindrop (голос в англомовній версії)                     |
| 2015      | ф  | Елвін і бурундуки: Бурундомандри                               | Alvin and the Chipmunks: The Road Chip                                        | Ешлі Грей (Ashley Grey)                                   |
| 2015      | с  | Крик                                                           | Scream: The TV Series                                                         | Ніна Петтерсон (Nina Patterson), 3 епізоди                |
| 2015      | ф  | Велике небо                                                    | Big Sky                                                                       | Гейзел (Hazel)                                            |
| 2015      | тф |                                                                | Perfect High                                                                  | Аманда (Amanda)                                           |
| 2015      | с  | Кей Сі. Під прикриттям                                         | K.C. Undercover                                                               | Джолі (Jolie), 1 епізод                                   |
| 2015      | ф  | Простачка                                                      | The Duff                                                                      | Медісон Морган (Madison Morgan)                           |
| 2014      | мф | Снігова Королева 2: Перезаморозка                              | рос. Снежная Королева 2: Перезаморозка, англ. The Snow Queen 2: The Snow King | Ґерда (Gerda), голос в англомовній версії                 |
| 2014      | с  | Червоні браслети                                               | Red Band Society                                                              | Ділейні Шоу (Delaney Shaw), 1 епізод                      |
| 2014      | кф |                                                                | Connecting                                                                    | дівчина                                                   |
| 2014      | с  | CSI: Місце злочину                                             | CSI: Crime Scene Investigation                                                | Ханна Гант (Hannah Hunt), 1 епізод                        |
| 2014      | ф  | Александер і жахливий, кошмарний, нехороший, дуже поганий день | Alexander and the Terrible, Horrible, No Good, Very Bad Day                   | Селія (Celia)                                             |
| 2014      | мс | Фінеас і Ферб                                                  | Phineas and Ferb                                                              | Голос Бірґітти (Birgitte), 1 епізод                       |
| 2014      | в  |                                                                | Mostly Ghostly: Have You Met My Ghoulfriend?                                  | Кеммі (Cammy)                                             |
| 2014      | ф  | Змішані                                                        | Blended                                                                       | Гіларі Фрідман (Hilary Friedman)                          |
| 2013      | мф | Жаб'яче царство                                                | кит. 青蛙王国, пін. qīngwā wángguó («цинва ванго»), англ. Frog Kingdom        | Princess Froglegs (голос в англійській версії)            |
| 2010—2013 | с  | Потанцюймо                                                     | Shake It Up                                                                   | Сісі Джонс (CeCe Jones), головна роль, 75 епізодів        |
| 2013      | мф | Суперкоманда / Чарівний футбол                                 | ісп. Metegol                                                                  | Голос молодої Лори в американській версії (Younger Laura) |
| 2012      | тф | Закляті друзі                                                  | Frenemies                                                                     | Авалон Грін (Avalon Greene)                               |
| 2011      | с  | Щасти, Чарлі!                                                  | Good Luck Charlie                                                             | Сісі Джонс (CeCe Jones), 1 епізод                         |
| 2010      | ф  | Одне бажання                                                   | One Wish                                                                      | Посланниця                                                |
| 2010      | ф  | Малинова магія                                                 | Raspberry Magic                                                               | Сара Петтерсон (Sarah Patterson)                          |
| 2010      | с  | Чарівники з Вейверлі Плейс                                     | Wizards of Waverly Place                                                      | Ненсі Луекі (Nancy Lueke), 1 епізод                       |
| 2010      | с  | Велике кохання                                                 | Big Love                                                                      | Тенсі Генріксон (Tancy Henrickson), 5 епізодів            |
| 2009      | с  | Маленький монах                                                | Little Monk                                                                   | Венді (Wendy), 10 епізодів                                |
| 2009      | ф  | Незабудка                                                      | Forget Me Not                                                                 | Молода Анджела (Young Angela)                             |
| 2009      | с  | Свідомість                                                     | Mental                                                                        | Емілі (Emily), 1 епізод                                   |
| 2009      | с  | Материнство                                                    | In the Motherhood                                                             | Енні (Annie), 1 епізод                                    |
| 2009      | кф | Водні таблетки                                                 | Water Pills                                                                   | Psych Out Girl                                            |
| 2008      | с  | Мій особистий ворог                                            | My Own Worst Enemy                                                            | Руті Спайві (Ruthy Spivey), 6 епізодів                    |
| 2007—2008 | с  | Брудні гроші                                                   | Dirty Sexy Money                                                              | Марго Дарлінг (Margaux Darling), 4 епізоди                |
| 2008      | с  | Жовтнева дорога                                                | October Road                                                                  | Анджела Фериллі (Angela Ferilli), 1 епізод                |
| 2008      | ф  | Сліпі амбіції                                                  | Blind Ambition                                                                | Аннабелла (Annabella)                                     |
| 2007      | кф | Озеро Кроу                                                     | Craw Lake                                                                     | Джулія (Julia)                                            |
| 2007      | ф  | Провидець                                                      | The Seer                                                                      | Молода Клер (Young Claire)                                |
| 2007      | с  | Чужа сім'я                                                     | The O.C.                                                                      | Молода Тейлор Таунсенд (Young Taylor Townsend), 1 епізод  |
| 2007      | ф  | Завершуючи гру                                                 | Finishing the Game: The Search for a New Bruce Lee                            | Additional Extra                                          |
| 2006      | с  | Антураж                                                        | Entourage                                                                     | Kid (1 епізод)                                            |
| 2006      | вг | Лихо мурашине                                                  | The Ant Bully                                                                 | голос маленької мурашки                                   |
| 2006      | с  | Шоу Джиммі Кіммела                                             | Jimmy Kimmel Live!                                                            | Jess / Keith Richards Skit (2 епізоди)                    |
| 2006      | кф |                                                                | Target: Spring Home 2006 Commercial                                           |                                                           |
| 2003      | ф  | Застряг у тобі                                                 | Stuck on You                                                                  | фанатка MV Sideline                                       |

## Короткі відеофільми
Відеофільми і короткі телефільми, в яких Белла Торн знялася в ролі самої себе.
| Рік  | Назва                                                                          |
| 2018 | Bella Thorne: Pussy Mine (Video short)                                         |
| 2018 | Bella Thorne: GOAT (Short)                                                     |
| 2018 | Bella Thorne: Bitch I'm Bella Thorne (Short)                                   |
| 2018 | Bella Thorne: Burn so Bright (Video short)                                     |
| 2018 | Lil Phag: Clout 9 (Short)                                                      |
| 2018 | COM3T: Habits (Short)                                                          |
| 2017 | Borgore & Bella Thorne: Salad Dressing (Video short)                           |
| 2017 | Tana Mongeau: Hefner (Video short)                                             |
| 2017 | Prince Fox Feat. Bella Thorne: Just Call (Video short)                         |
| 2015 | Live Action Frozen with Bella Thorne and Mae Whitman (Short)                   |
| 2014 | Bella Thorne's Holiday Shopping Haul with Candie's (Short)                     |
| 2014 | Bella Thorne: Call It Whatever (Short)                                         |
| 2013 | Bella Thorne & Zendaya: Contagious Love (Video short)                          |
| 2013 | IM5 & Bella Thorne: Can't Stay Away (Video short)                              |
| 2012 | Bella Thorne & Zendaya: Fashion Is My Kryptonite (Video short)                 |
| 2012 | Zendaya & Bella Thorne: Something to Dance for/TTYLXOX (Mash-Up) (Video short) |
| 2011 | Bella Thorne & Zendaya: Watch Me (Video short)                                 |

## Сингли
- Bella Thorne — Rockin 'Around the Christmas Tree
- Bella Thorne — TTYLXOX
- Bella Thorne and Zendaya — Fashion Is My Kryptonite
- Bella Thorne and Zendaya — Watch Me
- IM5 and Bella Thorne — Can not Stay Away
- Bella Thorne and Pia Mia — Bubblegum Boy
- Bella Thorne and Zendaya — Contagious Love
- Bella Thorne — Call It Whatever

## Цікаві факти
- Белла хворіє дислексією (нездатність оволодіти навичками читання текстів).[11]